# Rune Denstad Langlo
Rune Denstad Langlo est un producteur et réalisateur norvégien, né le 16 avril 1972.

## Biographie
Producteur de cinéma et de télévision, il réalise, à partir de 2005, quelques documentaires, avant de signer Nord, une comédie dramatique qui remporte en 2009 le Trophée Trasilvania du Festival international du film de Transylvanie. La même année, Rune Denstad Langlo remporte, grâce à ce film, le prix du meilleur nouveau réalisateur au Festival du film de Tribeca.
Il a depuis réalisé le drame Jag etter vins (2013).

## Filmographie
- 2010 : Nord, comédie dramatique, avec Anders Baasmo Christiansen, Lars Olsen et Mads Sjogard Pettersen
- 2013 : Chasing the Wind (Jag etter vind), drame, avec Marie Blokhus, Sven-Bertil Taube et Tobias Santelmann
- 2016 : Bienvenus ! (Welcome to Norway), comédie dramatique, avec Anders Baasmo Christiansen, Slimane Dazi, Kristoffer Hjulstad

## Distinctions
- Festival international du film de Transylvanie de 2009
  - Trophée Transilvania pour Nord
- Festival du film de Tribeca en 2009
  - Meilleur nouveau réalisateur du film narratif : Rune Denstad Langlo, pour Nord